# Gary Titley
Gary Titley (ur. 19 stycznia 1950 w Salford) – brytyjski polityk, samorządowiec, od 1989 do 2009 deputowany do Parlamentu Europejskiego.

## Życiorys
W 1972 uzyskał licencjat z historii i pedagogiki, dwa lata później magisterium nauczycielskiej. Od 1981 zaangażowany w działalność samorządową jako radny hrabstwa West Midlands (do 1986).
W 1989 z listy laburzystów po raz pierwszy uzyskał mandat posła do Parlamentu Europejskiego. Z powodzeniem ubiegał się o reelekcję w kolejnych wyborach europejskich (w 1994, 1999 i 2004). Był m.in. przewodniczącym różnych delegacji, a także Konferencji Przewodniczących Delegacji (w 2002). Od 2002 kierował grupą poselską Partii Pracy. Należał do Grupy Socjalistycznej, pracował w Komisji Transportu i Turystyki i innych. W PE zasiadał do 2009, nie ubiegał się o reelekcję.
Odznaczony m.in. fińskim Orderem Białej Róży Finlandii oraz Orderem Litewskim Wielkiego Księcia Giedymina.